# Staufer Eisensandsteinberge
Die Staufer Eisensandsteinberge sind ein Naturraum (110.41) im Vorland der Anlauteralb im Vorland der südlichen Frankenalb im Fränkischen Keuper-Lias-Land im südwestdeutschen Stufenland.
Sie werden durch Thalach und Schwarzach eingegrenzt. Im Norden grenzt der Naturraum an das Freystädter Albvorland westlich der Schwarzach (111.00), im Osten und Süden an den Schwarzach-Thalach-Taltrichter (082.29) und im Westen an das Thalach-Quellgebiet (110.40). Höchste Erhebungen sind der Eichelberg mit 555 m ü. NHN und der Stauf mit 557 m ü. NHN.
Die Staufer Eisensandsteinberge bestehen hauptsächlich aus Doggersandstein. Sie sind mit Nadelholz bewaldet, waren ursprünglich aber mit einem Hainsimsen-Buchenwald bewachsen.
Das Gebiet wird land- und forstwirtschaftlich genutzt.
Das Gebiet gehört politisch größtenteils zum Markt Thalmässing. Es umfasst die Ortsteile Offenbau, Schwimbach, Lohen, Stauf, Dixenhausen, Graßhöfe und Appenstetten.